# The Brink – Die Welt am Abgrund
The Brink – Die Welt am Abgrund ist eine US-amerikanische Comedy-Fernsehserie, welche am 21. Juni 2015 ihre Premiere beim Sender HBO feierte. Im Juli 2015 gab der Sender bekannt, eine zweite Staffel in Auftrag gegeben zu haben, im Oktober desselben Jahres jedoch, dass diese Bestellung wieder zurückgenommen und die Serie somit eingestellt wurde.

## Besetzung und Synchronisation
Die deutschsprachige Synchronisation der Serie erfolgte bei der Studio Hamburg Synchron GmbH unter Dialogbuch und Dialogregie von Engelbert von Nordhausen.

### Hauptdarsteller
| Rolle                                          | Darsteller      | Synchronsprecher |
| ---------------------------------------------- | --------------- | ---------------- |
| Alex Talbot                                    | Jack Black      | Tobias Meister   |
| United States Secretary of State Walter Larson | Tim Robbins     | Bernd Vollbrecht |
| Lieutenant Commander Zeke „Z-Pak“ Tilson       | Pablo Schreiber | Jaron Löwenberg  |
| Rafiq Massoud                                  | Aasif Mandvi    | Oliver Böttcher  |
| Kendra Peterson                                | Maribeth Monroe | Dana Friedrich   |
| Lieutenant Glenn „Jammer“ Taylor               | Eric Ladin      | Steven Merting   |
| United States Secretary of Defense Pierce Gray | Geoff Pierson   | Detlef Bierstedt |
| President of the United States Julian Navarro  | Esai Morales    | Reent Reins      |

### Wiederkehrende Darsteller
| Rolle                               | Darsteller       | Synchronsprecher         |
| ----------------------------------- | ---------------- | ------------------------ |
| CIA Director Susan Buckley          | Mimi Kennedy     | Karin Grüger             |
| Lieutenant Gail Sweet               | Jaimie Alexander | Sarah Riedel             |
| Fareeda Massoud                     | Melanie Chandra  | Damineh Hojat            |
| Ashley                              | Mary Faber       | Marie-Luise Schramm      |
| Naeema                              | Meera Syal       |                          |
| Captain Stephens                    | Joey Martin      |                          |
| Joanne Larson                       | Carla Gugino     | Bettina von Nordhausen   |
| Robert Kittredge                    | John Larroquette | Engelbert von Nordhausen |
| McBride                             | Rex Linn         | Helmut Gauß              |
| General Umiar Zaman                 | Iqbal Theba      |                          |
| Martin                              | Rob Brydon       | Rainer Gerlach           |
| Vanessa                             | Michelle Gomez   | Heike Schroetter         |
| General Haroon Raja                 | Bernard White    | Dieter Memel             |
| Israeli Foreign Minister Talia Levy | Iris Bahr        | Britta Steffenhagen      |